# John L. Mitchell

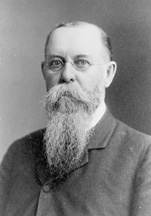
John L. Mitchell

John Lendrum Mitchell (* 19. Oktober 1842 in Milwaukee, Wisconsin; † 29. Juni 1904 ebenda) war ein US-amerikanischer Politiker (Demokratische Partei), der den Bundesstaat Wisconsin in beiden Kammern des Kongresses vertrat.
John Mitchell, dessen Vater Alexander ein bekannter Geschäftsmann und Kongressabgeordneter für Wisconsin war, besuchte die öffentlichen Schulen in Milwaukee und danach die Militärakademie in Hampton (Connecticut). Zum Studium reiste er nach Europa, wo er an den Universitäten von Dresden, München und Genf ausgebildet wurde. 1860 kehrte er in die Vereinigten Staaten zurück und nahm dort aktiv am Sezessionskrieg teil. In der Unionsarmee bekleidete er den Rang eines First Lieutenant. Nach seinem Abschied vom Militär betätigte er sich in der Landwirtschaft.
Mitchells politische Laufbahn begann mit der Mitgliedschaft im Senat von Wisconsin zwischen 1872 und 1873; eine weitere Amtsperiode folgte von 1875 bis 1876. Er war danach von 1884 bis 1885 Präsident der Aufsichtsbehörde für die öffentlichen Schulen von Milwaukee und stand von 1890 bis 1892 der Milwaukee Gas Company ebenfalls als Präsident vor.
Am 4. März 1891 zog John Mitchell als Abgeordneter ins Repräsentantenhaus der Vereinigten Staaten ein. Dort vertrat er den 4. Kongresswahlbezirk von Wisconsin bis zum 3. März 1893. Er trat zurück, nachdem er in den Senat gewählt worden war, wo er auf den nicht mehr kandidierenden Republikaner Philetus Sawyer folgte. Nach seiner sechsjährigen Amtszeit trat Mitchell nicht zur Wiederwahl an.
Von 1899 bis 1902 hielt sich Mitchell erneut in Europa auf, um an der Universität Grenoble zu studieren. Nach seiner Rückkehr nach Amerika wurde er Präsident der Landwirtschaftlichen Gesellschaft von Wisconsin sowie mehrerer Bankinstitute. Er stand eine Reihe weiterer öffentlichen Einrichtungen als Kurator oder Direktor vor und starb im Juni 1904 in seiner Heimatstadt Milwaukee. Dort wurde er auf dem Forest Home Cemetery beigesetzt, wo auch sein Vater und sein Sohn Billy – er gilt als Begründer der US Air Force – ihre letzte Ruhestätte fanden.